# Fortyfikacje Mdiny
Fortyfikacje Mdiny (malt. Is-Swar tal-Imdina) – mury obronne otaczające dawną stolicę Malty – Mdinę. Miasto zostało ufortyfikowane jeszcze w czasach starożytnych, ale większość obecnych fortyfikacji została zbudowana przez Rycerski Zakon św. Jana między XVI a XVIII w. Mury miejskie zachowały się w pełni nietknięte, z wyjątkiem niektórych wysuniętych elementów fortyfikacji, i są jednymi z najlepiej zachowanych fortyfikacji na Malcie. Mdina jest na maltańskiej wstępnej liście Światowego dziedzictwa UNESCO od 1998 roku.

## Historia

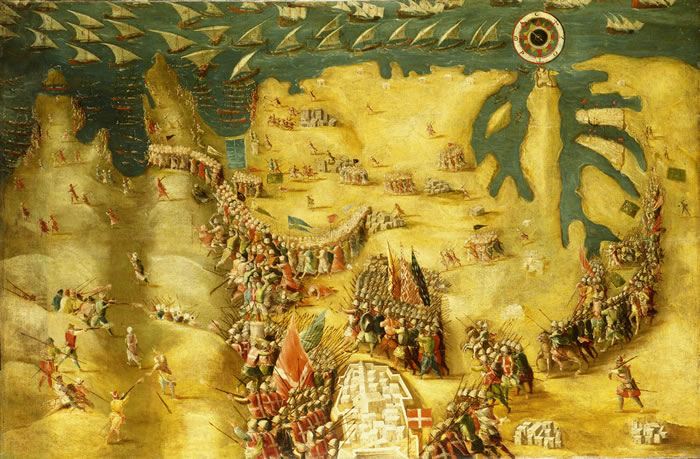
Obraz Wielkie Oblężenie Malty Мatteo Pereza (XVI w.). Mdina u dołu

### Od starożytności do średniowiecza
Około 700 r. p.n.e. Fenicjanie założyli, na oddalonym od morza jednym z najwyższych punktów wyspy Malta, ufortyfikowane miasto Maleth. W III w. p.n.e. miasto zostało opanowane przez Republikę rzymską i przemianowane na Melite. Punicko-rzymskie miasto było o wiele większe niż obecna Mdina, a jego mury otaczały część współczesnego Rabatu.
We wczesnym średniowieczu, prawdopodobnie, gdy Malta była częścią Cesarstwa Bizantyjskiego, w obrębie miasta zostało zbudowane obwarowanie, zmniejszając go do obecnej wielkości. Bizantyjczycy być może też zbudowali fort w południowo-wschodnim rogu miasta w pobliżu głównego wejścia.
Około roku 870 wyspy maltańskie zostały zajęte przez Arabów. Miasto przemianowano na Medyna, co doprowadziło do jego obecnej nazwy Mdina. Kopanie fosy Mdiny prawdopodobnie rozpoczęło się za panowania arabskiego.
Malta stała się częścią Hrabstwa Sycylii w 1091 roku, a następnie zdominowana była przez kolejnych feudałów. W ciągu następnych stuleci zostały wprowadzone różne zmiany w murach miasta. Bizantyjska twierdza została przekształcona w zamek, znany jako Castellu di la Chitati. W XV wieku od strony płaskowyżu (dzisiejszy Rabat) system obronny składał się z serii podwójnych murów, czterech wież, w tym Тurri Mastra (znanej również jako Тurri dila bandiera) w pobliżu głównego wejścia oraz Тurri di la Camera w południowo-wschodnim narożniku.
W 1429 roku Saraceni z dynastii Hafsydów podjęli nieudaną próbę zdobycia miasta.
Po 1448 roku w pobliżu głównego wejścia do Mdiny został zbudowany barbakan, ale w 1551 roku został rozebrany. W 1453 roku za królewskim pozwoleniem Castellu di la Chitati został zburzony ze względu na marny stan i nadmierne koszty jego utrzymania. W XVIII wieku na miejscu zamku zbudowany został Pałac Vilhena.
W 1522 roku wprowadzona została do obrony Mdiny nowoczesna artyleria i rozpoczęto powiększanie murów.
Duża część średniowiecznych fortyfikacji Mdiny została później rozebrana i przebudowana przez joannitów, zwłaszcza w XVIII wieku. Mimo to niektóre fundamenty starożytnych punicko-rzymskich murów obronnych, a także różne średniowieczne pozostałości zostały niedawno znalezione podczas wykopalisk.

### Pod rządami Rycerzy Szpitalników
Kiedy rycerze Zakonu św. Jana przybyli na Maltę 26 października 1530 roku, Wielki Mistrz Filip Villiers de L'Isle-Adam obiecał utrzymać w mocy prawa Maltańczyków i otrzymał klucze do Mdiny. Kiedy Zakon osiedlił się w Birgu, Mdina utraciła status stolicy. Średniowieczne fortyfikacje tego miasta zostały unowocześnione w czasie panowania Juana de Homedes y Coscon i dlatego miasto wytrzymało krótki turecki atak w 1551 roku. W końcu Wielkiego Oblężenia Malty w 1565 roku obrońcy Mdiny odstraszyli armię osmańską, wycofującą się ze swojego nieudanego oblężenia bazy Zakonu w Wielkim Porcie, strzelając do nich z dział.
Fortyfikacje zostały ponownie unowocześnione w XVII wieku, kiedy został zbudowany olbrzymi Bastion De Redina. Brama Miejska, teren wokół Bramy Greków i inne części fortyfikacji zostały zmodernizowane lub przebudowane przez architekta Charlesa François de Mondion na początku XVIII wieku. Natomiast Bastion Despuiga został zbudowany w czasie panowania Wielkiego Mistrza Ramona Despuiga między rokiem 1739 a 1746.
Wykonano plany wzmocnienia obrony miasta przez dodanie fortyfikacji, ale nie zostały one zrealizowane do końca, ponieważ Zakon skoncentrował się na fortyfikacjach w okolicy Wielkiego Portu.
Fortyfikacje Mdiny były częścią Victoria Lines pod koniec XIX wieku.

### Fortyfikacje w XXI wieku

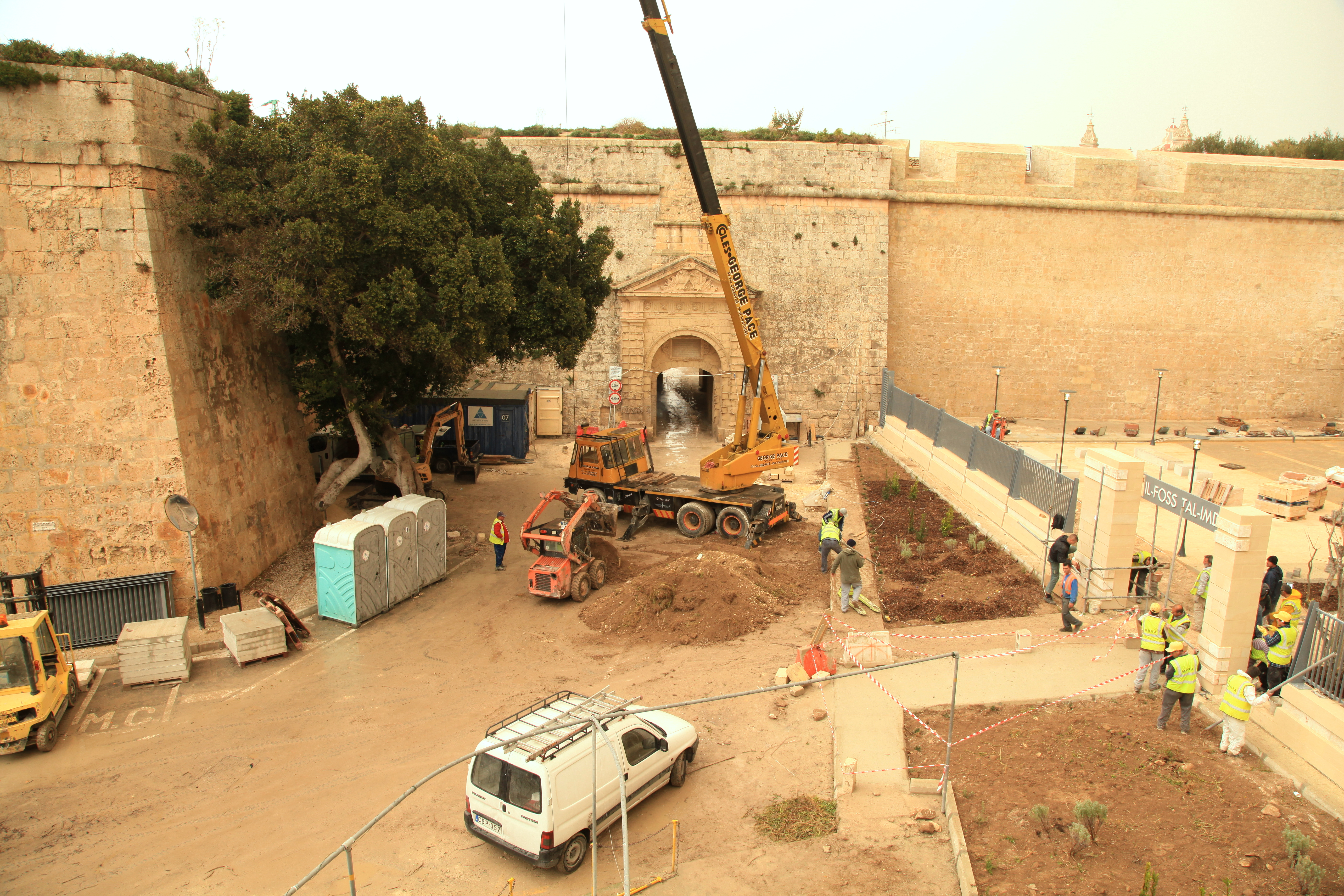
Prace konserwatorskie w fosie Mdiny w 2013 roku (Brama Greków)

Pierwsze plany odnowienia fortyfikacji Mdiny zostały wykonane w 2006 roku, jako część projektu, który zakładał także odnowienie umocnień Valletty, Birgu i Cittadelli (Gozo). Ostatecznie, renowacja rozpoczęła się w 2008 roku. W niektórych przypadkach, gdzie bastiony zaczęły obsuwać się w dół po gliniastym zboczu, aby je wzmocnić, wstawiono w mury stalowe pręty. Prace renowacyjne zostały zakończone w kwietniu 2016.

## Układ fortyfikacji

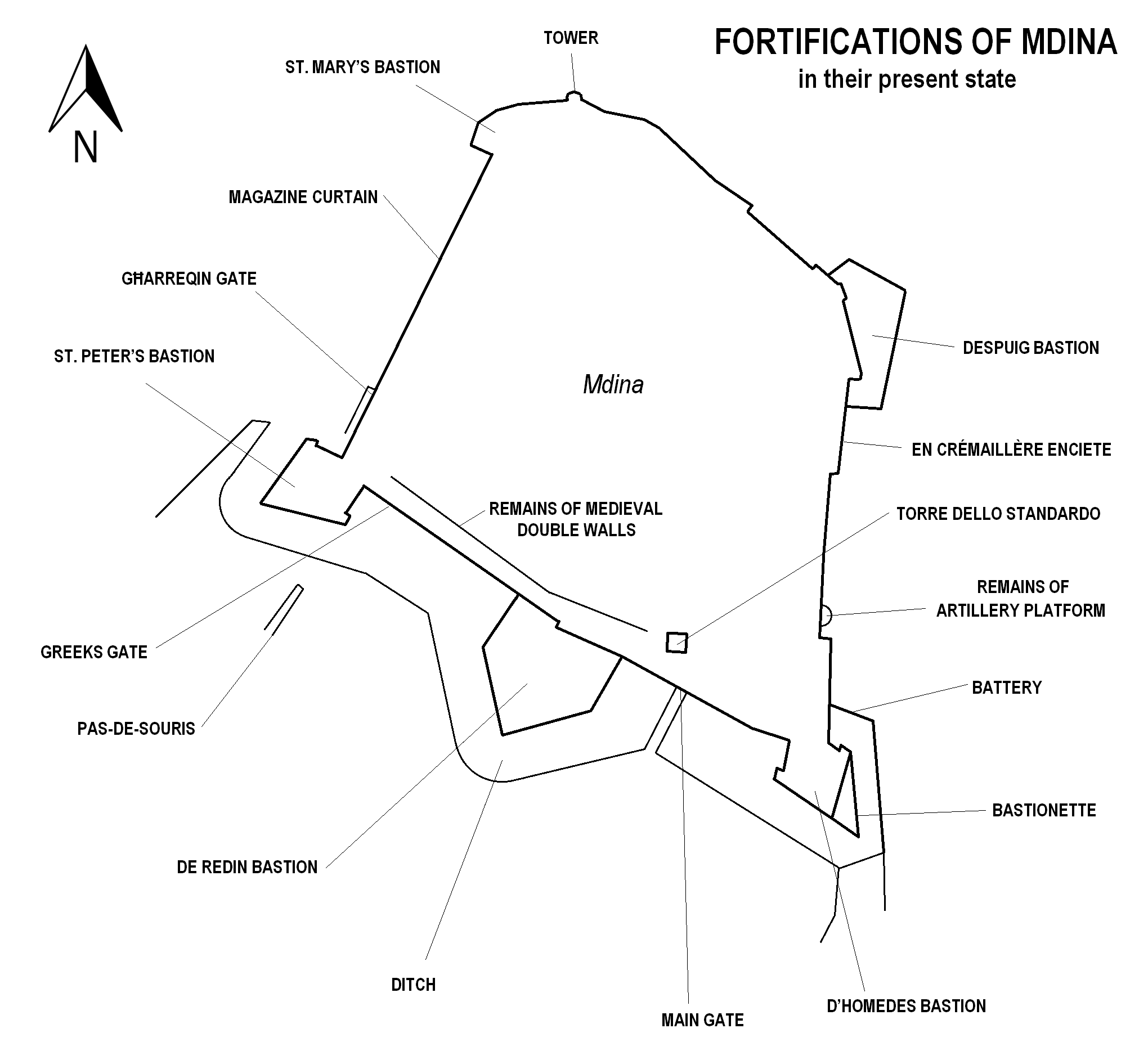
Plan fortyfikacji Mdiny

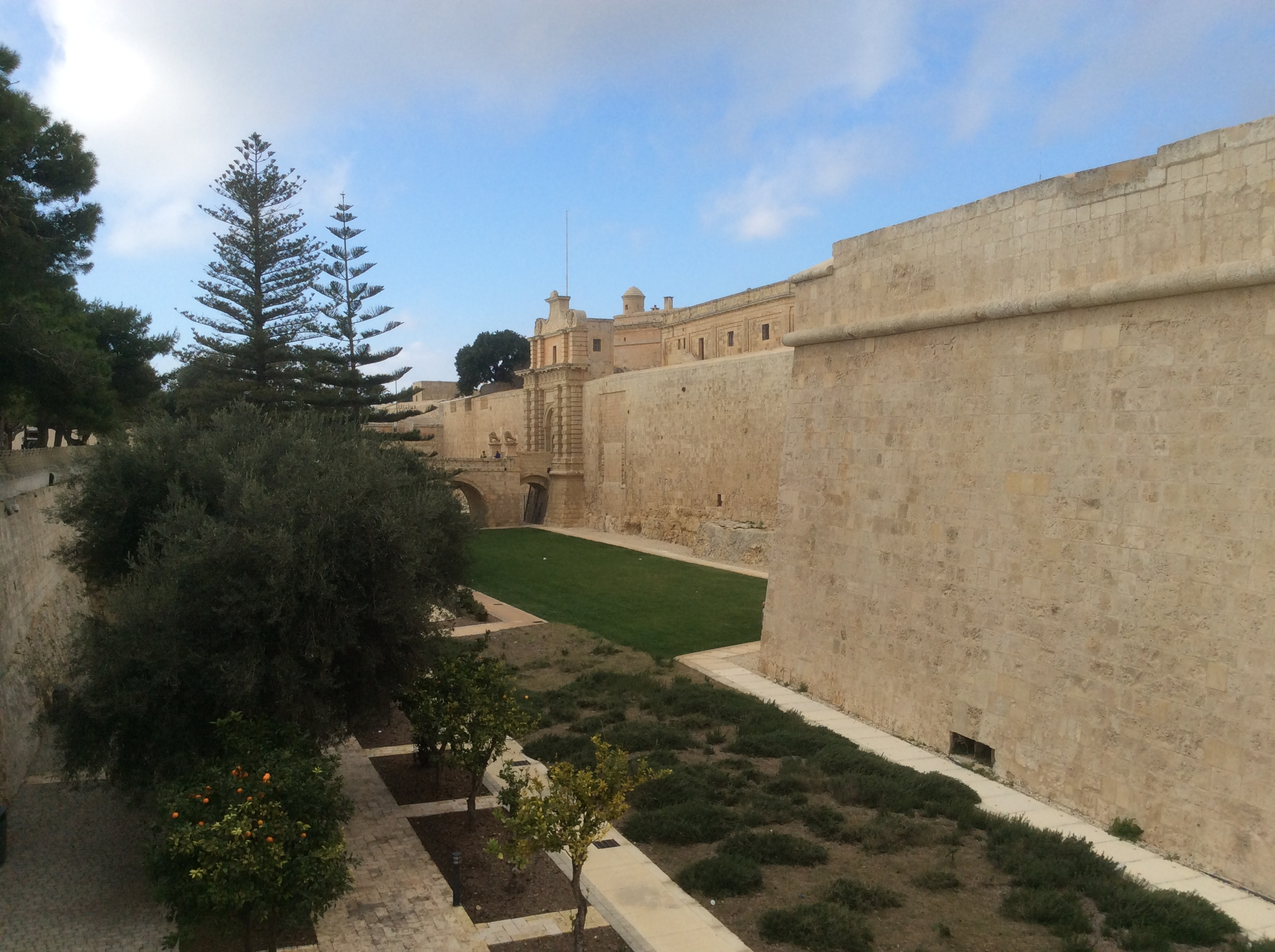
Widok na fosę Mdiny, z Bramą Miejską i Bastionem D'Homedesa

Obecny układ fortyfikacji Mdiny zawiera, nieregularne w obwodzie, pochodzące ze średniowiecza lub okresu panowania Zakonu Szpitalników, mury osłonowe, które są wzmocnione pięcioma bastionami, zbudowanymi w okresie Rycerzy św. Jana:
- Bastion D'Homedesa, znany również jako Bastion św. Pawła – mały bastion na wschodnim krańcu murów skierowanych ku Rabatowi. Został on zbudowany w latach 40. XVI wieku, za panowania Wielkiego Mistrza Juana de Homedes y Coscon.[13]
- Bastion św. Piotra, znany również jako Bastion Bramy Greków – mały bastion na zachodnim krańcu murów skierowanych ku Rabatowi. Został on wybudowany w latach 50. XVI wieku.[14]
- Bastion Marii Panny, znany również jako Bastion Ta' Bachar – małe, nieregularne umocnienie dobudowane do średniowiecznych murów Mdiny; datowane na okres jeszcze przed oblężeniem 1565 roku.[15]
- Bastion de Redina – duży pięciokątny bastion w centrum murów, skierowanych ku Rabatowi. Został zbudowany w czasie panowania Martina de Redina.[16]
- Bastion Despuiga – duża asymetryczna fortyfikacja dobudowana do średniowiecznego muru obwodowego poniżej katedry. Została zbudowana w latach 1739–1746, w czasie panowania Ramona Despuiga[17]

Istnieją dwie bramy miasta, obie w murze skierowanym ku Rabatowi:
- Główna Brama Miejska – brama w stylu barokowym, zbudowana w 1724 według projektu Charlesa François de Mondion. Zamurowana brama średniowieczna, którą zastąpiła, jest widoczna na prawo od niej.[18]
- Brama Greków – średniowieczna brama, przykryta barokowym portalem, zaprojektowanym przez de Mondiona. Dodatkowa brama (tzw. Zewnętrzna Brama Greków) prowadzi do fosy naprzeciwko Bramy Greków.[19]

Trzecia brama została otwarta w Murze Magazynowym w 1890 roku, aby ułatwić dostęp do pobliskiej stacji kolejowej.
Torre dello Standardo, położona w obrębie murów miejskich, w pobliżu głównej bramy, jest również częścią fortyfikacji miejskich, od czasu, gdy była używana jako wieża sygnalizacyjna, do komunikowania się z przybrzeżnymi wieżami strażniczymi. Została zbudowana w 1725 roku, w miejscu średniowiecznej Тurri Mastra, pełniącej tę samą funkcję. Jej architektem był również de Mondion: jest ona podobna do nadmorskich wież de Redina, ale ma elegantszą konstrukcję.

## Galeria

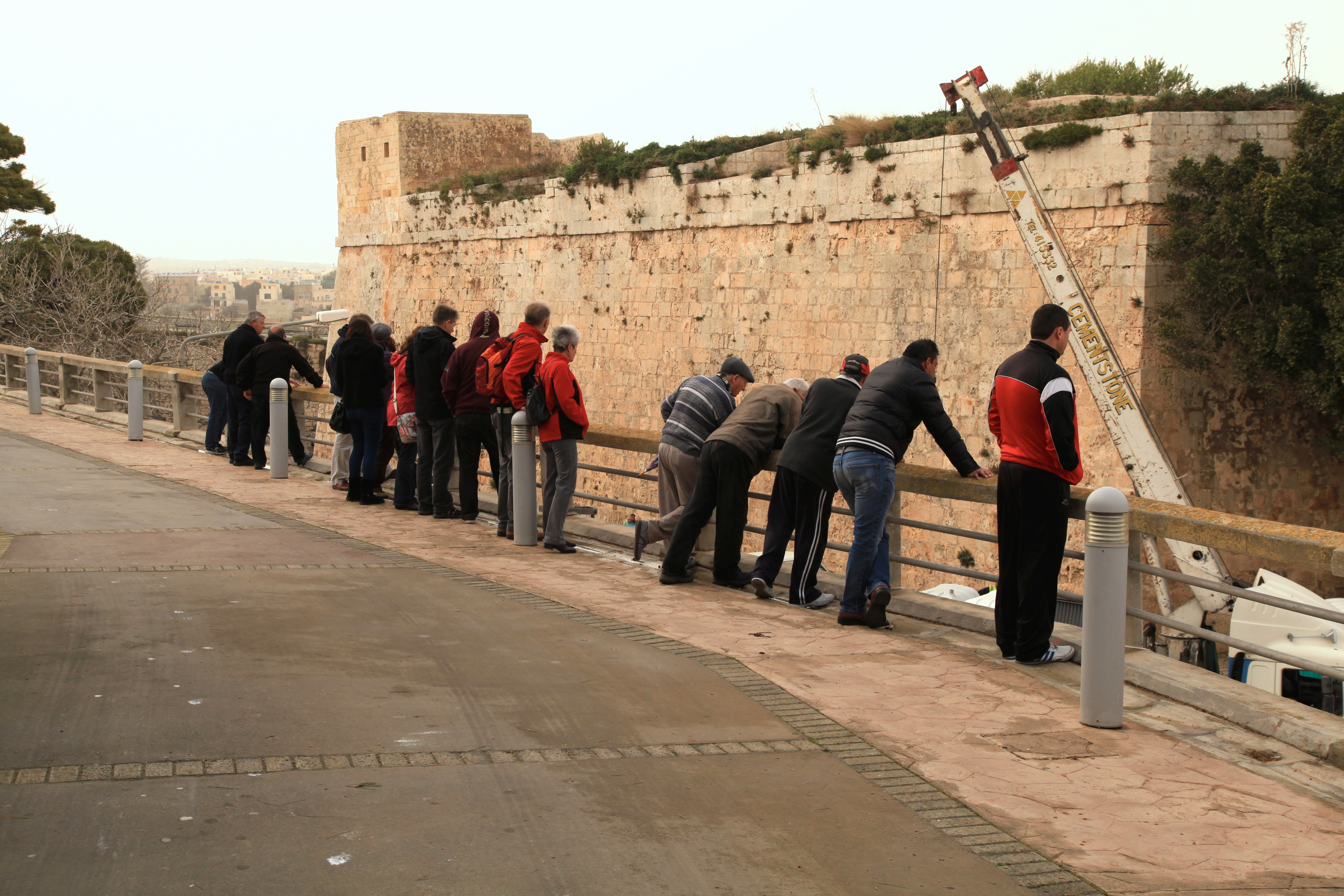
Bastion św. Piotra
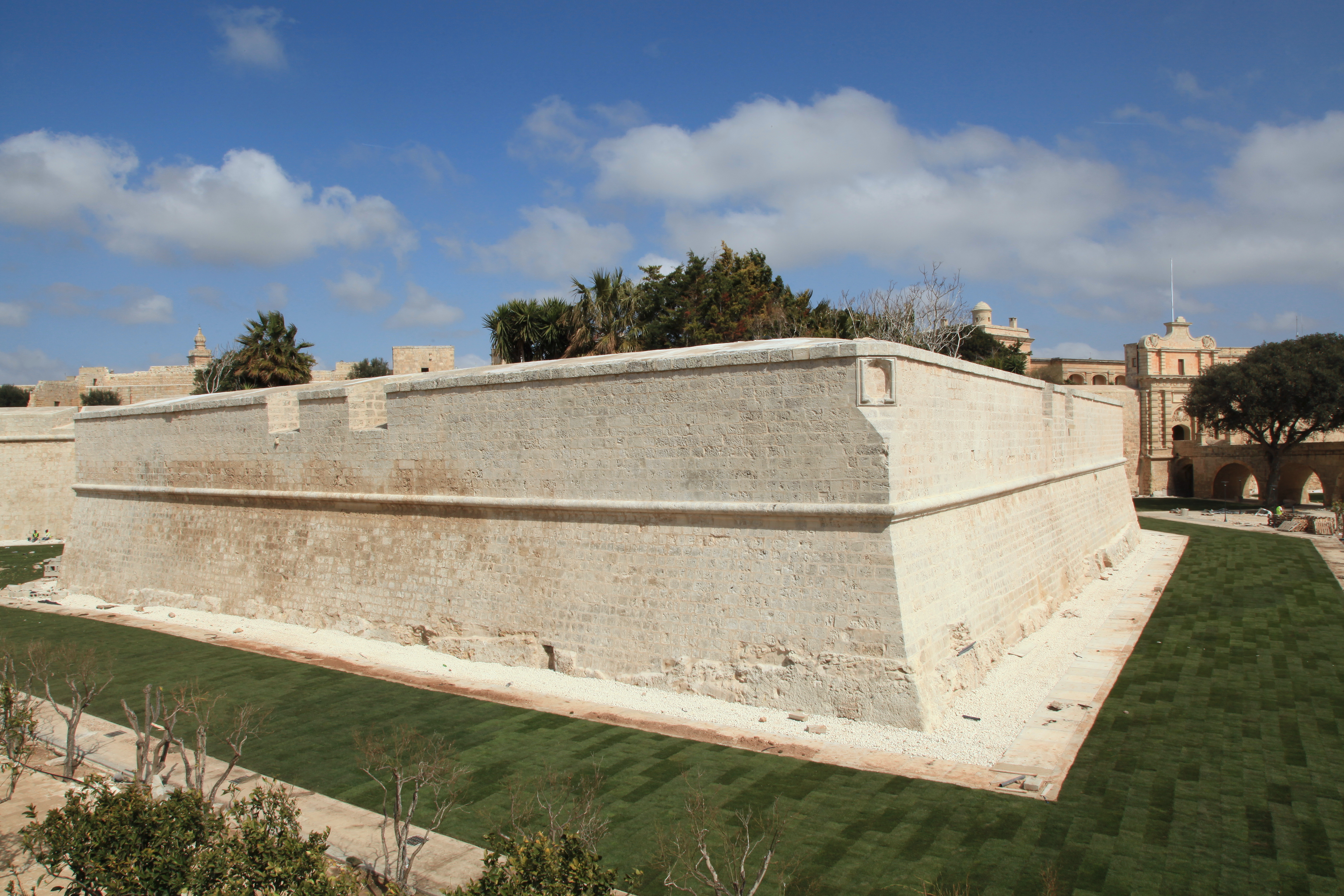
Bastion De Redina
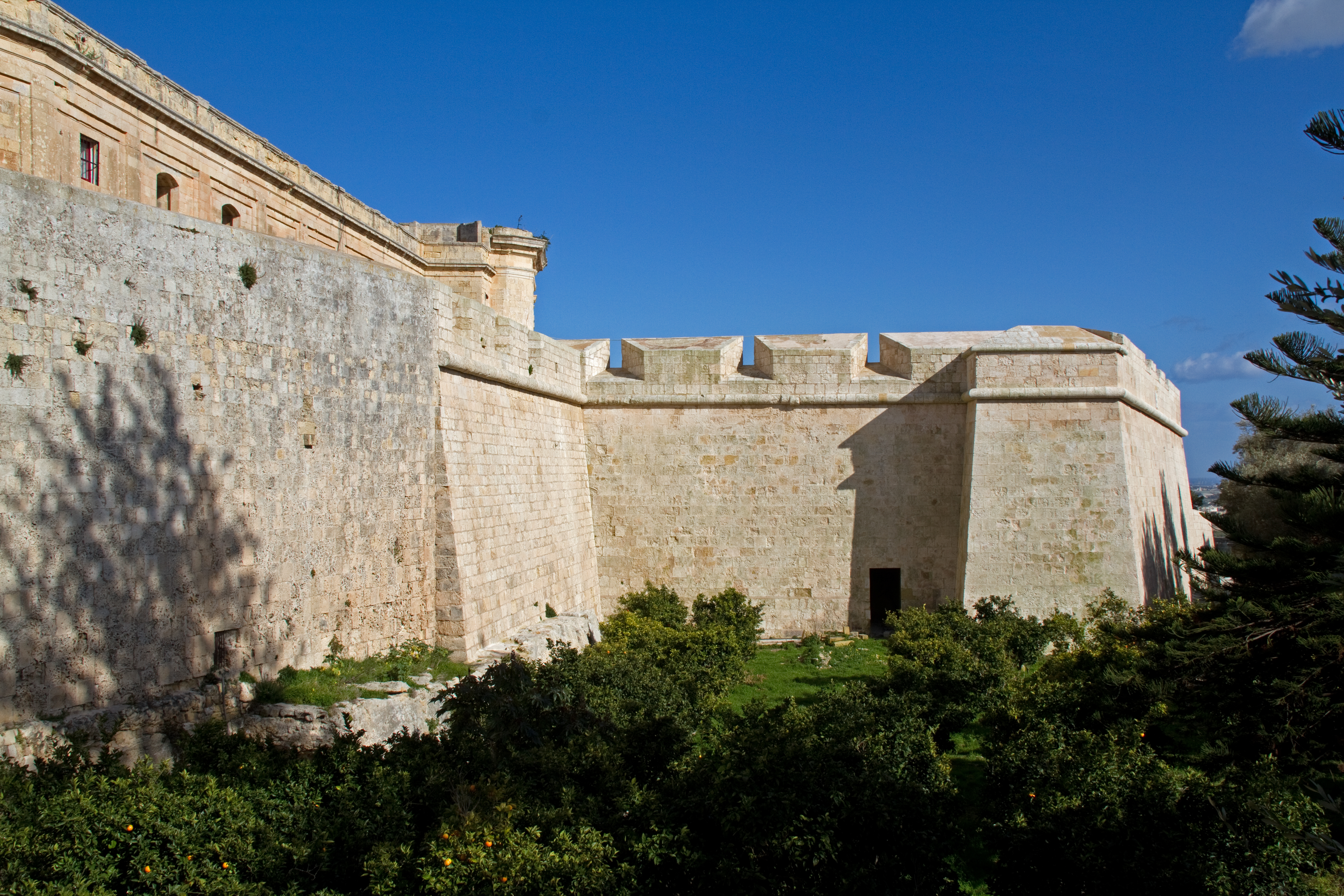
Bastion D'Homedesa
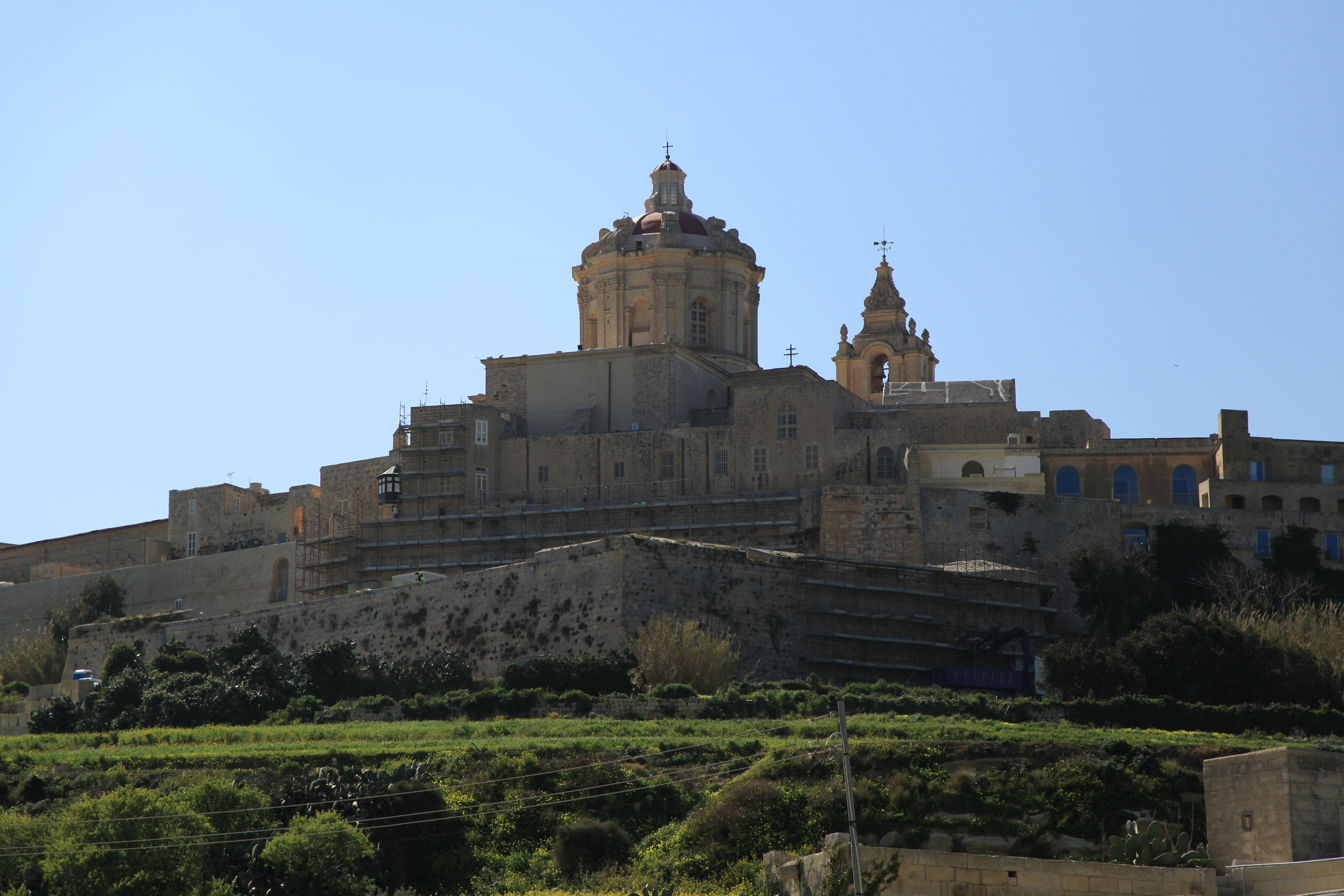
Bastion Despuiga

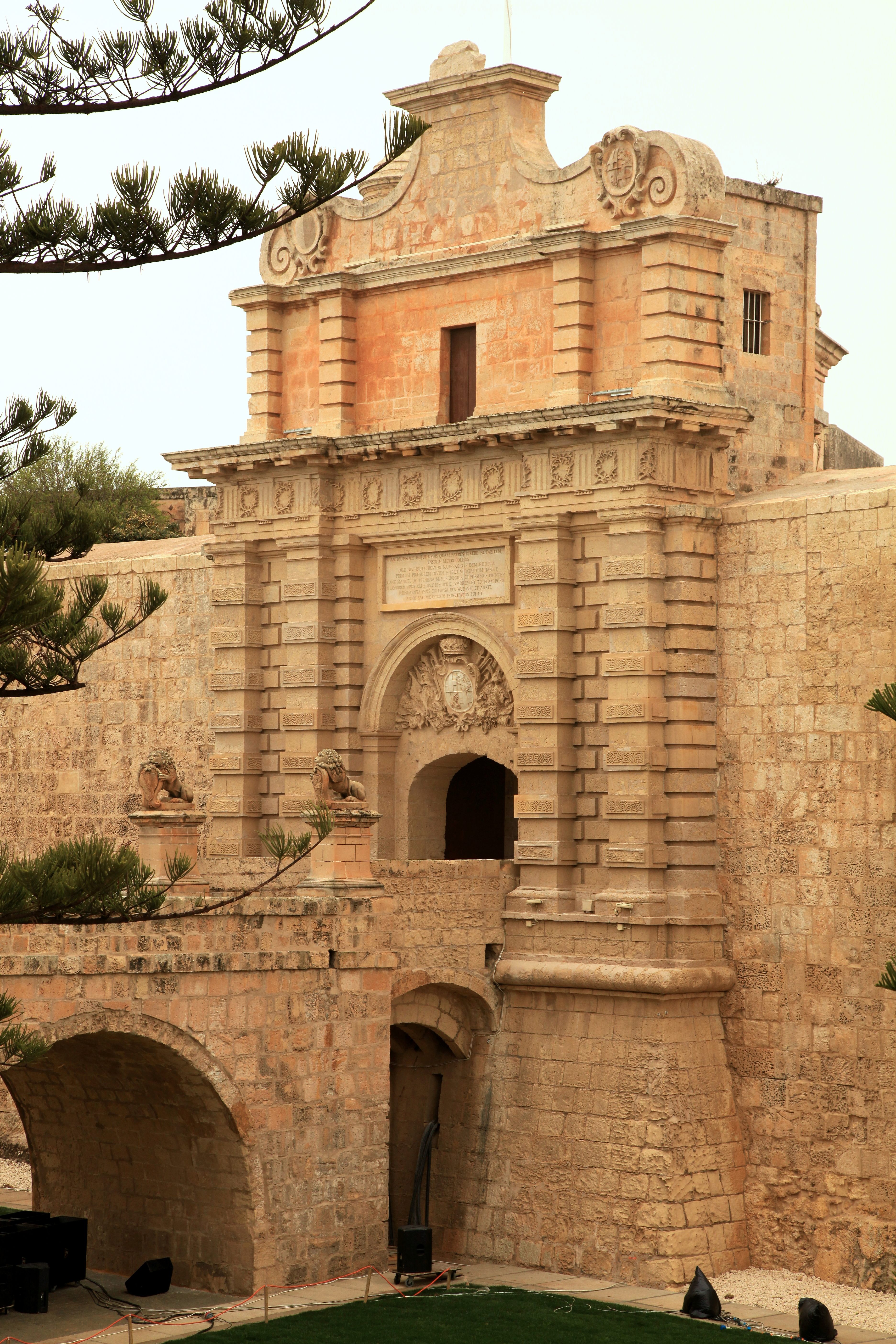
Brama Miejska w Mdinie
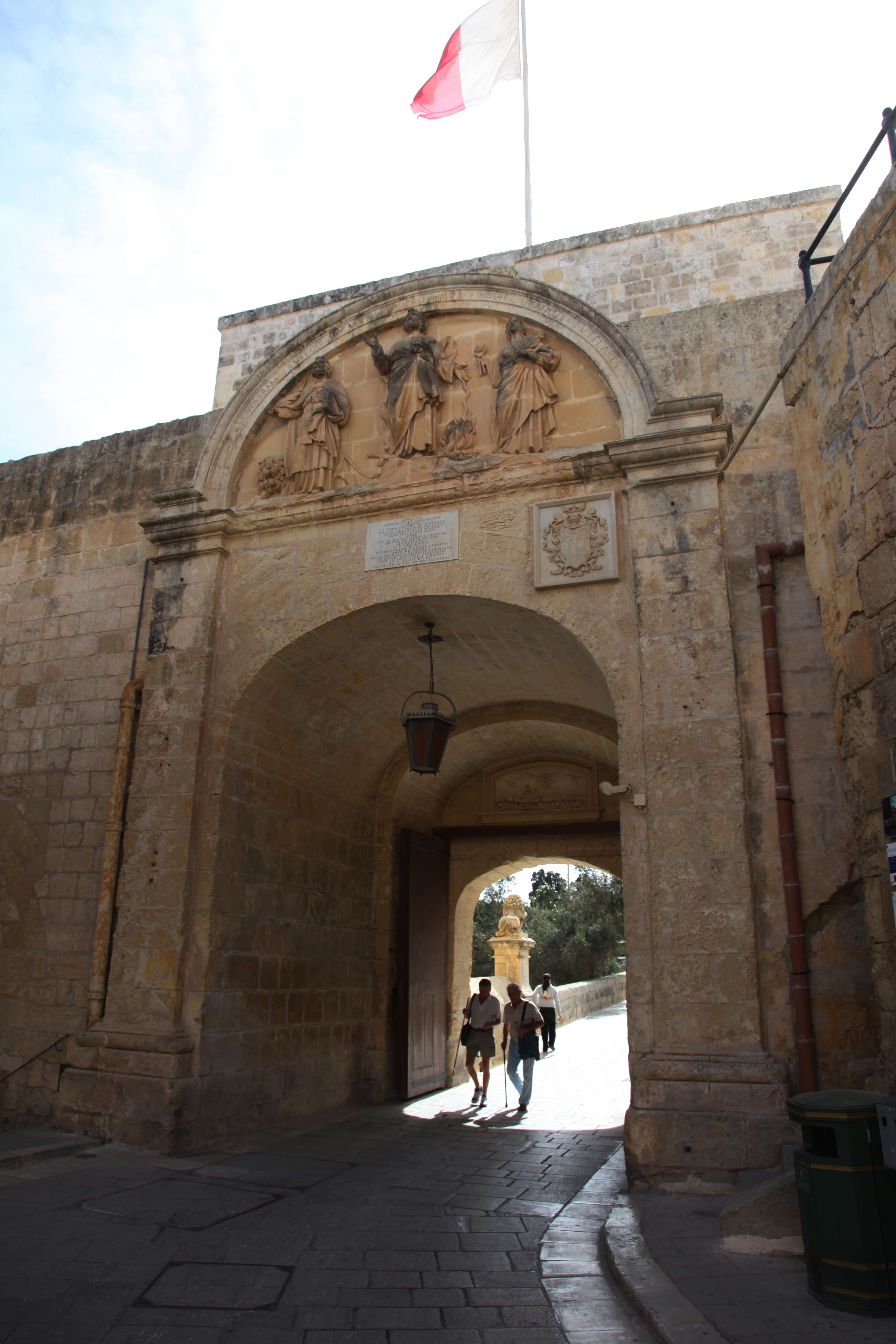
Brama Mdiny (patrząc od strony miasta)
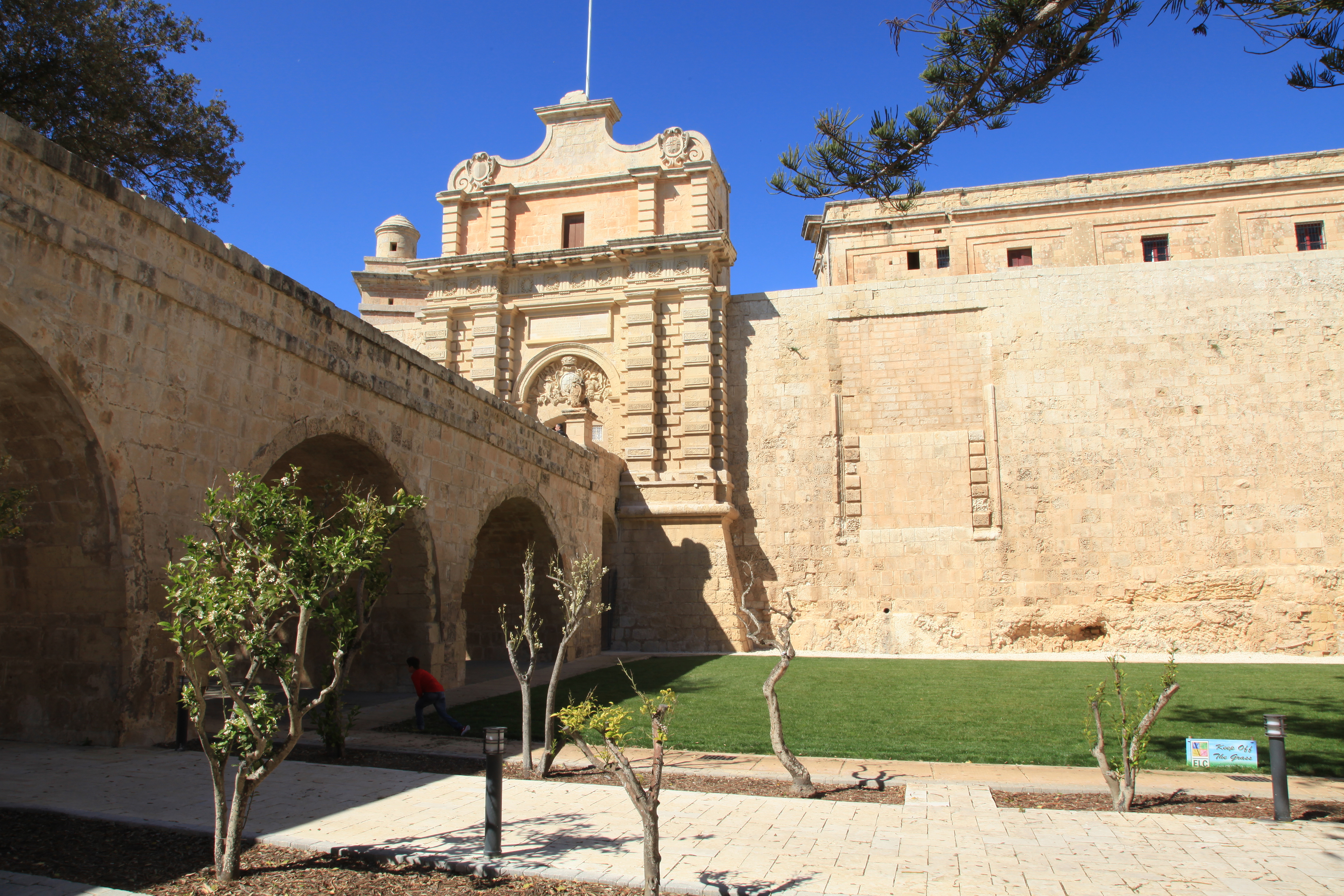
Brama Mdiny i most nad fosą. Zamurowana pierwotna brama widoczna po prawej stronie.
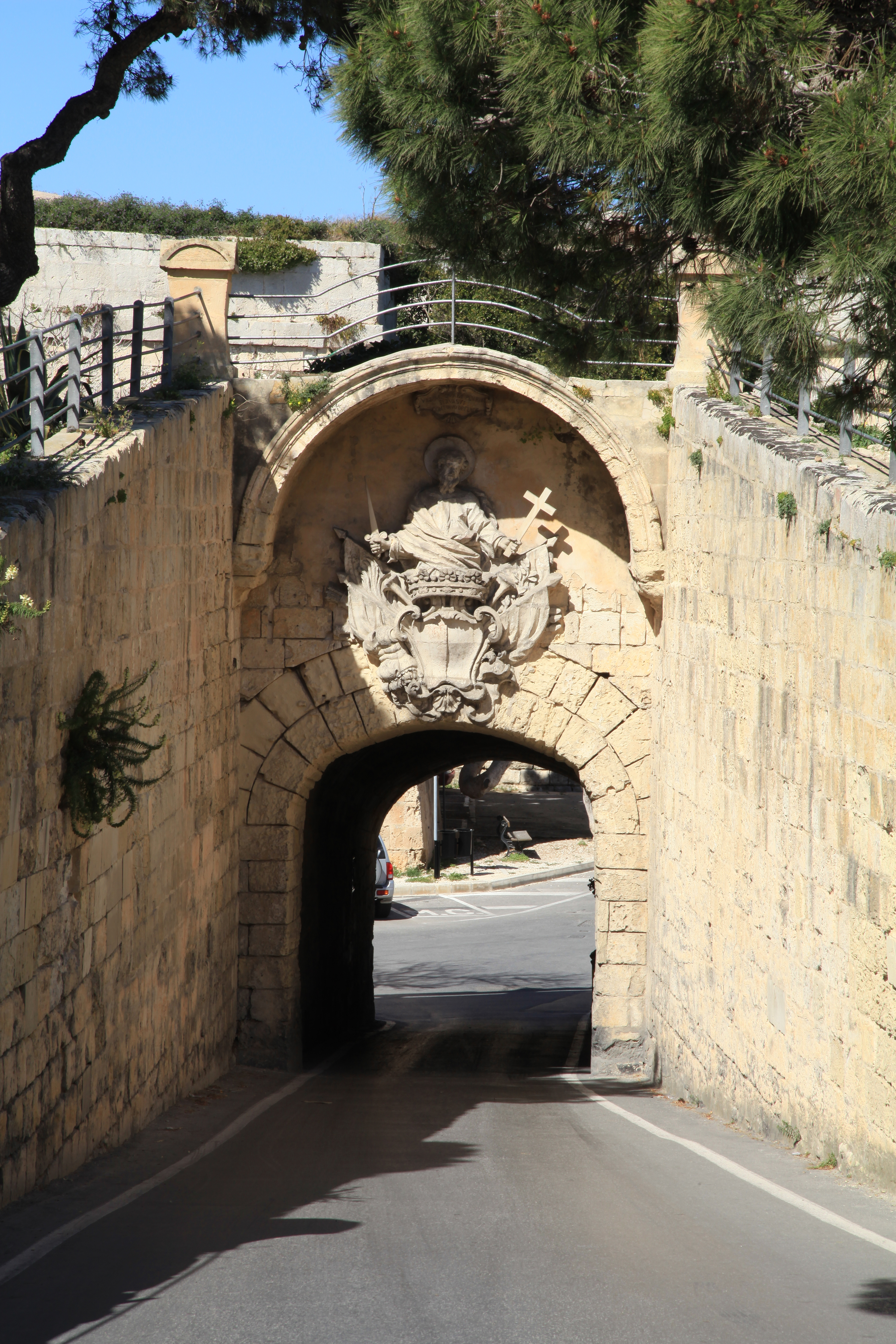
Zewnętrzna Brama Greków
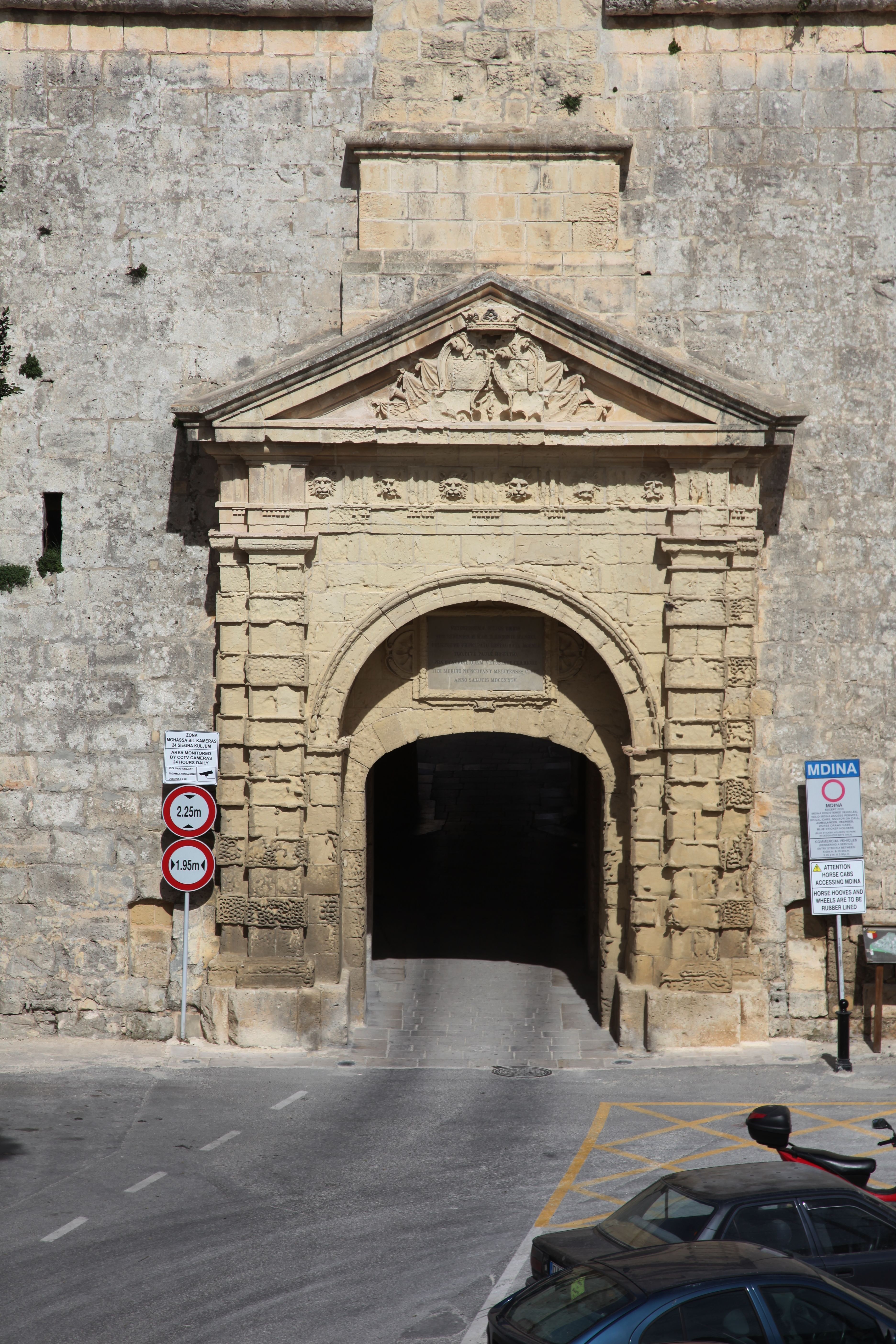
Brama Greków
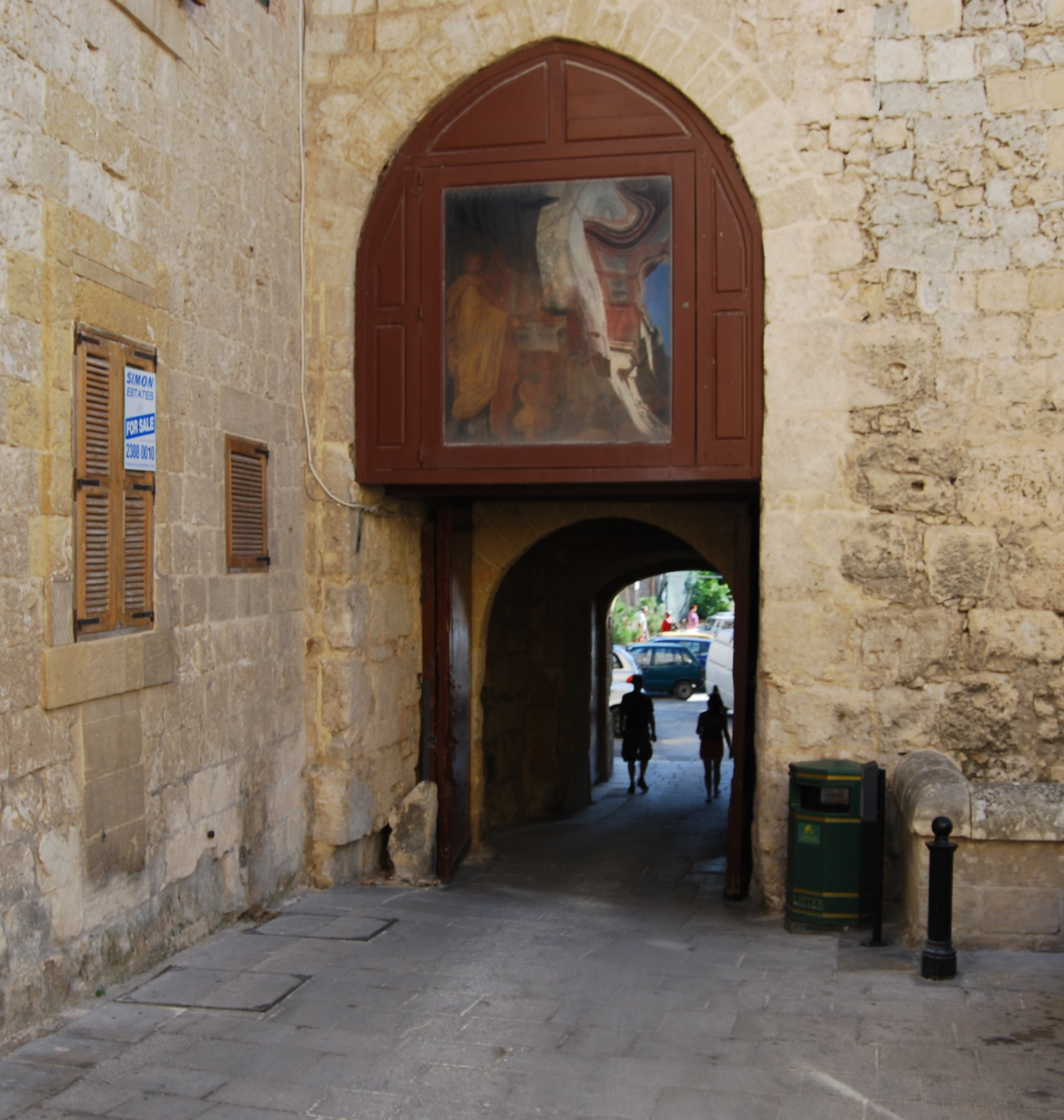
Brama Greków (patrząc od strony miasta)
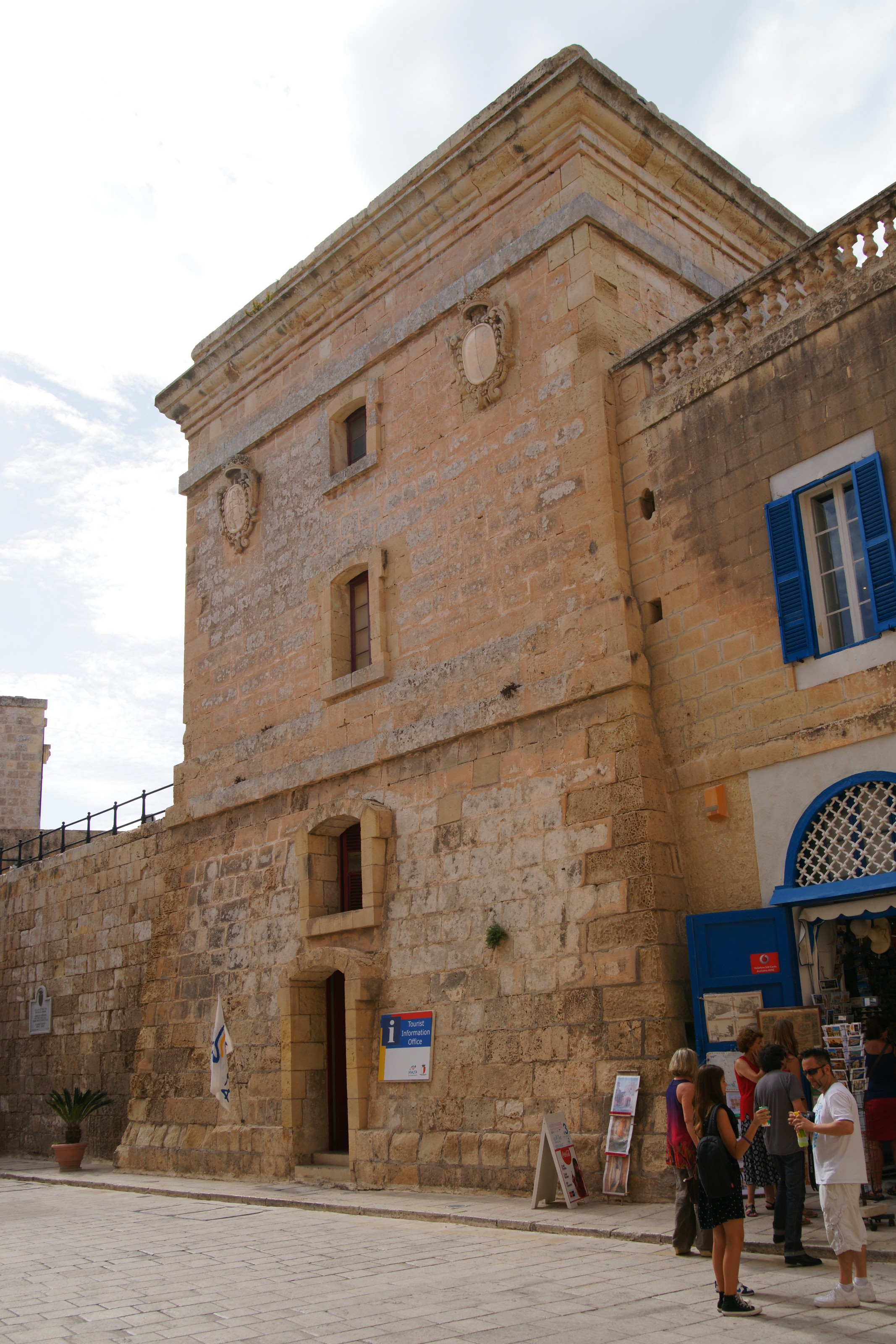
Torre dello Standardo